# ديارال البرقي (سيئون)
'

تعديل مصدري - تعديل

ديارال البرقي هي إحدى قرى عزلة سيئون بمديرية سيئون التابعة لمحافظة حضرموت، بلغ تعداد سكانها 1267 نسمة حسب تعداد اليمن لعام 2004.